# Stazione di Borgo Valsugana Est
La stazione di Borgo Valsugana Est (detta anche Castelnuovo in Valsugana) è una stazione ferroviaria sulla linea della Valsugana Trento-Venezia, a servizio della città di Borgo Valsugana; si trova tra le stazioni di Strigno e di Borgo Centro. È la seconda stazione a servizio della città; è entrata in funzione nel 2005 come capolinea del progetto della Provincia autonoma di Trento di istituzione di un servizio ferroviario metropolitano.

## Strutture e impianti
Il fabbricato viaggiatori si presenta di aspetto molto moderno, con la dominante della colorazione blu delle mattonelle. Molto presenti sono anche il legno e il vetro, di cui è composta anche la pensilina dei binari 2 e 3.
I binari sono tre, il primo tronco e gli altri due passanti. Il binario più utilizzato è il terzo, che si può raggiungere tramite sottopassaggio ed è servito anche da ascensori.

## Movimento
Nella stazione fermano tutti i treni con destinazioni Trento, Bassano del Grappa, Venezia e Padova. La caratteristica di centro intermodale favorisce lo scambio tra il traffico ferroviario e il traffico su gomma. Le tipologie di passeggeri sono prevalentemente studenti (universitari in partenza per Trento e Padova e superiori in arrivo all'Istituto d'Istruzione Superiore "Alcide De Gasperi") e impiegati nel capoluogo trentino.

## Servizi
La stazione dispone di:
- Biglietteria self-service
- Ascensore
- Sottopassaggio
- Fermata autolinee
- Parcheggio